# ヤオ族
ヤオ族（ヤオぞく、瑶族〈ようぞく〉、旧表記: 猺族）は、中国湖南省から雲南省、東南アジア北部の主に山地に広く住む少数民族である。

## 分布・言語
主なヤオ族はミエン語を話しユーミエン（Iu Mien）もしくはミエン（Mien）、キン・ムン（Kim mun）を民族自称するが、中国では瑶族、タイとラオスではヤオ（Yao）、ベトナムではザオ（Dao / 瑶）と呼ばれている。
かつては徭族・傜族・猺族（けものへんを含む蔑称）などと様々に書かれたが、現在では瑶族に統一されている。
ヤオ族の言語は四系統に分かれている。中国のヤオ族は、ミャオ・ヤオ語族のヤオ語群に属するミエン語、ミャオ語群に属するプヌ語、タイ・カダイ語族に属するラッキャ語、漢語を話す同一のアイデンティティを持つ諸集団であり、半数以上の人口はミエン語話者である。
東南アジアのヤオ族は主に中国との国境地帯に居住している。日常はミエン語を話すが、儀礼の場では特殊な語彙を持つミエン歌謡語や、雲南漢語、広東語が使われる。

## 歴史・伝承
中国では、ヤオ族は武陵蛮・五渓蛮と称された古代湖南の山地住民の子孫であるという説が有力である。ヤオ族の言語の多様性から、ヤオ族が南嶺山脈を南下する過程で他の民族を吸収し現在の分布に至ったと考えられ、シェ族と系統的に近いと見られている。
ヤオ族の多くは、槃瓠（ばんこ）という龍犬が敵の王を討ち取る手柄を立て、漢族の王女と夫婦になり、その間に生まれた6男6女がヤオ族の12姓の始祖となったとする「槃瓠神話」を有する。槃瓠神話は『後漢書南蛮伝』に同型の記載があり、『過山榜』『評皇券牒』という山地民の権利文書によって伝わっている。この伝承が史記に取り入れられ、後に日本に伝わって南総里見八犬伝に取り入れられたとされている。
また、タイのヤオ族には、南京にいた12姓の祖先が干魃を逃れて海に乗り出したところ難破しそうになるが、盤皇という神に救助されたという「飄遙過海(ビウユーキアコイ）」神話が伝わっており、槃瓠神話よりもよく知られている。また、広西省東部の板ヤオ族の所伝には「昔、板ヤオ族が漢人と一緒に船に乗って《渡海》したとき、途中で暴風に遭い、大いに危険であった。彼らは、神に祈り、その加護を求めた結果、《盤王》の霊威によって、難を避け無事に彼岸に到達するを得た。その後、漢人は充分に蓄財があったので、七日間にわたる盤王の加護の恩に酬いるための〈斎戒仏事〉を催すことができたが、板ヤオ人は無産のため盤王を奉じて家神とした。今日彼らは、屋内に祭壇を設けて盤王を崇拝している。・・・・・・。また板ヤオ人は、漢人と渡海を共にした間柄ということで、漢人の訪問を受けると、どのヤオ人の家でも飲食・宿泊を提供して歓待する。これは、時を同じくして両者が渡海し、神護天佑を求めた誼によるものである。」この異伝で、特に注目されるのは、《渡海》に際して漢人の一部が行を共にしたという伝承である。古来中国では、大規模な内乱や社会不安の際に、常に大量の流民や逃亡者が生じ、その中に南方の《蛮夷》に身を投じて官憲の追補を免れ、叛乱の首魁となったり、あるいは太平天国に典型を見るように、これらの少数民族の支持を背景にして反体制運動を展開したものが少なくなかった。土地を逐われ難民化した漢人とヤオ族が、流離の途次援けあって難局を凌いだことは、充分想像できるのである。
また、吉野晃がタイのヤオ族から聞いた話しでは「タイのヤオ族には、太古、ミエン族と日本族（kyan yipun）はともに中国におり、ミエンは南へ、日本族は東へ移動した。」と複数人から聞く。

## 姓と亜姓
過山ヤオ族は男女を問わず全て姓を持っており、原則として生涯変わらない。女子も漢民族と同様に婚後も生家の姓を持続する。しかし過山ヤオ族の姓体系と漢民族のそれとの間には重要な相違がある。姓と亜姓があるのだ。盤姓で具体的に説明すると盤姓は元来一姓一宗に統一されていたが、移住の途次ある渓谷でニ手に分れ、一方は白い山の裾を、他の一団は赤い山の裾を廻った。それに因んで、今日盤姓は、〈盤白〉と〈盤赤〉二つのつまり亜姓に分かれており、祖先への供養の仕方にも若干の相違があるということであった。他の姓についても亜姓があり同姓同士でなら婚姻は可能だが亜姓同士の婚姻は原則不可である。
過山ヤオ族が自集団を他種族から明確に区別するとき、かれらは伝承に因んで〈十二姓人〉と自称するがこの〈十二〉という数字は、象徴的な表現であって現実の姓の種別と必ずしも合致するものでない。他民族姓と思われる姓としては、もと連県の漢人であって、傜山で長く商売を営むうちに傜の女を妻とし、傜に同化した莫姓や唐姓、房姓は元来八排ヤオ族の大姓であったり実際の過山ヤオ族の姓は伝承の十二姓よりも多い。
1930年代に広東省北部のヤオ諸集団を調査した胡耐安によると過山ヤオ族の姓は、盤、黄、李、鄧、周、趙、唐、馮、莫、房、陳、戴、王、張、成、祝、邵、鄺の十八種であり、そのうち盤、鄧、趙の3姓がもっとも古いとしている。同じく胡耐安が1930年代に広東省北部の過山ヤオ族のもとで採録した評皇券牒(現在知られる限り唯一の筆写テキストである。)では、長男姓盤、二男姓沈、三男姓包、四男姓黄、五男姓李、六男姓鄧、七女姓周、八女姓趙、九女姓胡、十女姓唐、十一女姓雷、十二女姓馮と記載され調査時の十八種以外に評皇券牒の記載には沈姓・包姓・胡姓・雷姓が新たに発見されて広東省北部の過山ヤオ族の姓は全部で二十二種である。

## 文化
ヤオ族は主に山地で自給作物と換金作物を栽培する焼畑農業を生業とし、地味が衰えるごとに移住を繰り返してきたが、各国での焼畑の制限と定住化政策によって、第二次世界大戦後は村落を形成するようになっている。親族組織は父系の姓を引き継ぐ父系出自を理念としており、どの国のヤオ族も漢字の姓名を持つ。タイのヤオ族では慣習法として一夫多妻も認められており、他民族との養子縁組もしばしば行われる。
ヤオ族の宗教は固有のアニミズムと道教が習合したもので、人類学者のジャック・ルモワンは「ヤオ道教」と称した。道教的色彩が強く、道教研究者からは正一教系と見られている。

## 主な瑶族

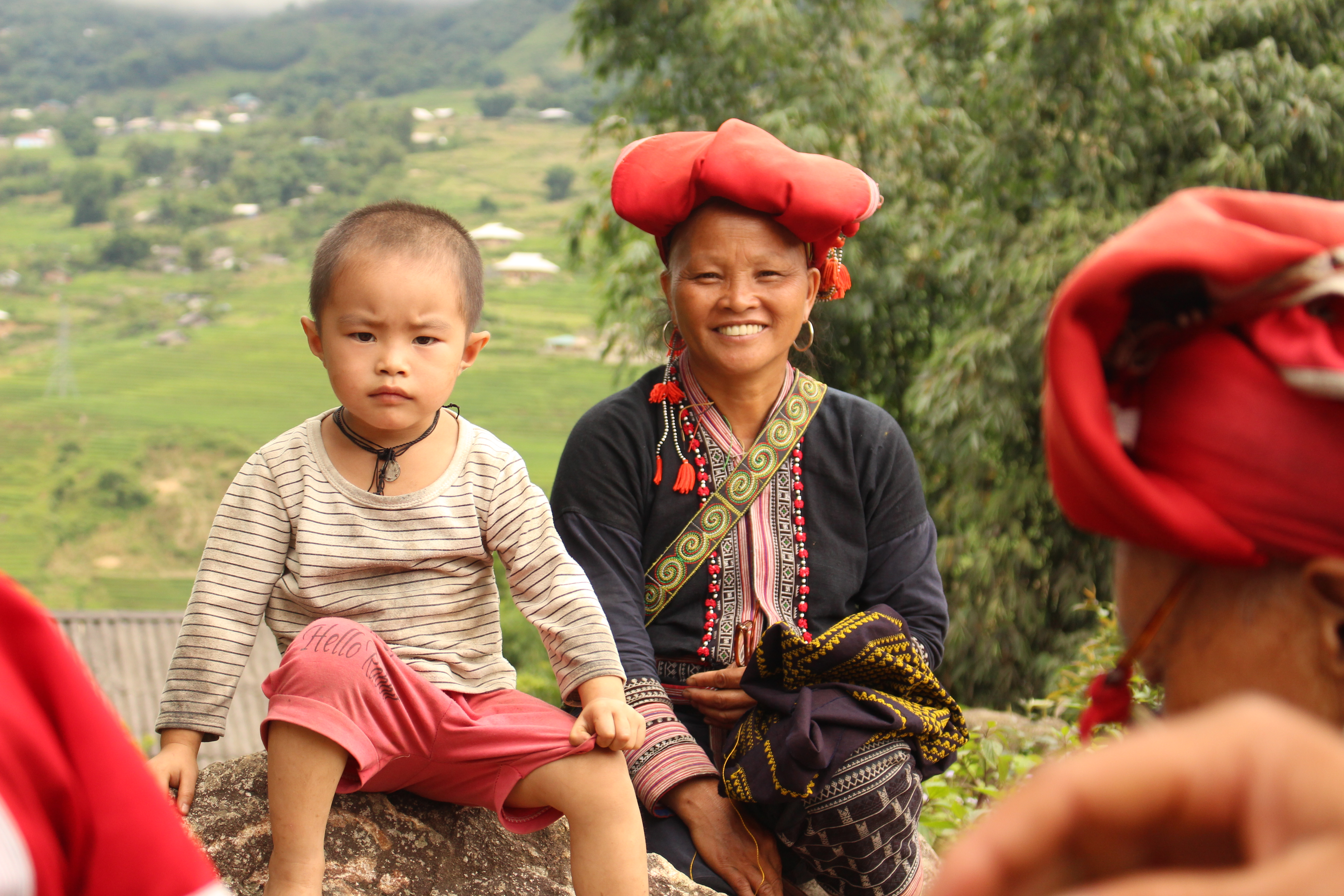
ベトナム老街省のザオ(紅頭瑶)

- ミャオ・ヤオ語族（Hmong-Mien languages）
  - ヤオ語派（Mienic languages）
    - ヤオ語
      - 勉・金門方言(Mian-Jin)
        - 勉方言(Iu Mien又はミエン方言/Mien d)
          - 廣滇土語又は湘南土語
            - 自称勉人又は優勉人、他称過山瑶又は浅山瑶又は盤古瑶又は板瑶又は頂板瑶又は赤頭瑶
            - ザオ族（ベトナムの少数民族で過山瑶と同系統）
            - 自称董本優 他称大板瑶
            - 自称祝敦優勉 他称小板瑶
            - 自称土優 他称土瑶

          - 羅香土語
            - 自称勉人又は坳標人 他称坳瑶(盤・趙・羅・陸・梁)又は正瑶又は長毛瑶(地主)

          - 長坪土語(Biao Mon)
            - 自称標曼人

        - 金門方言(Kim Mun)
          - 自称金門人、他称藍靛瑶
          - 自称甘廸門人 他称山子瑶(盤・黄・李・蔣)

      - 藻敏方言(Dzao Min又はツアオミン方言/Zaomin d.)
        - 自称藻敏人、他称深山瑶又は八排瑶（盤・沈・李・鄧・唐・房・龍)

      - 標敏方言(Biao jiao又はBiao Min又はビアウ・チャウ方言/Biao-jiao d.)
        - 東山土語
          - 自称標敏人

        - 石口土語
          - 自称交公勉人

  - ミャオ語派（Hmong languages）
    - ミャオ語
      - 黔東方言
        - 繞家語
          - 繞家人（中国の未識別民族で都勻地域の繞家人は「苗族」に、麻江県の繞家人は「瑶族」に分類された）

    - 布努語(Bu-Nao又はブナオ/Bunao又はブヌ/Bunu) 
      - 布努方言
        - 自称布努人 他称布努瑶(羅・藍・韋・蒙・袁・班)
          - 東努土語(Dongnu)
            - 自称東努人

          - 布諾土語(Bunuo)
            - 自称布諾人

          - 努努土語(Nunu)
            - 自称努努人

      - 瑙格労方言
        - 包瑙土語(Baonao)又は包諾土語
          - 自称包瑙人又は包諾人 他称白褲瑶(李・陳・王・羅・陸・藍・韋・蒙・黎・何・潘・白)

        - 努茂土語(Numao)
          - 自称努茂人

        - 冬孟土語(Dongmeng)又は杯冬諾土語
          - 自称冬孟人又は杯冬諾人 他称長衫瑶

    - 巴哼語(Bahengic又はバヘン/Baheng)
      - 巴哼方言(Pa-Hng又はパヘン/Paheng)
        - 自称巴哼人、他称八姓瑶(盤・沈・鄧・趙・戴・藍・卜・洪/巴天族と同系統)又は紅瑶(山話紅瑶及び平話紅瑶とは別系統)
        - 巴天族(盤・沈・鄧・趙・戴・藍・卜・洪/ベトナムの少数民族で17、18世紀にヤオ族と一緒に中国から移住、巴哼人と同系統)(パーテン/Path-eng又はPathen)

      - 唔奈方言(Hm Nai又はウーナイ/Wunai)
        - 自称唔奈人 他称花瑶(沈・唐・雷・奉・劉・楊・浦・歩・厳・回)

    - 優諾語(Younuo又はユヌオ/Yunuo又はユノ/Yuno)
      - 自称優諾人、他称山話紅瑶(平話紅瑶と同系統)

    - 炯奈語(キオンナイ/Kiongnai又はジュンナイ/Jiongnai)
      - 自称炯奈人、他称花藍瑶(馮・胡・藍・侯・相)又は長毛瑶(地主)
- タイ・カダイ語族
  - 拉珈語(ラッキャ/Lakkja)
    - 自称拉珈人、他称茶山瑶(莫・羅・梁・劉・鍾・蘇・陶・金・全・蘭)又は長毛瑶(地主)
    - 他称𦰡渓瑶

  - 布央語(ブヤン/Buyang)
    - 布央人（中国の未識別民族で、雲南省文山県と広西チワン族自治区の那坡県に分布。布央人の母語は布央語であり、仡央語群の下にある言語である。しかし、今日多くの布央人は壮語や西南官話を話す。雲南省内に住む布央人はチワン族に分類され、広西チワン族自治区内に住む布央人はヤオ族に分類される）
- 中国語
  - 自称炳多優人、他称平地瑶(盤・沈・包・黄・李・鄧・周・趙・唐・奉・任・廖)
  - 自称優家、他称白領瑶又は四姓瑶(梁・藍・袁・侯)
  - 自称優念人、他称平話紅瑶(山話紅瑶と同系統)
  - サンジウ族（ベトナムの少数民族で広東語の方言あるいは広西平話を話すザオ族）

## 遺伝子
ヤオ族は遺伝子Y染色体ハプログループO系統が83.6%『O1a（M119）=13.1%、O1b1a1（PK4）=8.2%、O1b2（M176）=1.6%、O2a1*（KL1）=8.2%、O2a1b（IMS-JST002611）=18.0%、O2a2a1a2（M7）=16.4%、O2a2b1a1（M117）=6.6%、O2a2b1a2（F444）=6.6%、O2a2b2（F3223）=1.6%、O2b（F742）=3.3%』の非常に高頻度で観察される他にC2b（F1067）=4.9%、D1a1a（M15）=1.6%、N（M231）=3.3%、Q*（M242）=1.6%、Q1a1a1（M120）=4.9%で構成されており遺伝子の多様性からも他の民族を吸収し現在の分布に至ったと考えられる。

## 中国におけるヤオ族の自治地域

### 自治県
- 湖南省
  - 江華ヤオ族自治県
- 広東省
  - 乳源ヤオ族自治県
  - 連山チワン族ヤオ族自治県
  - 連南ヤオ族自治県
- 広西チワン族自治区
  - 恭城ヤオ族自治県
  - 富川ヤオ族自治県
  - 巴馬ヤオ族自治県
  - 都安ヤオ族自治県
  - 大化ヤオ族自治県
  - 金秀ヤオ族自治県
  - 龍勝各族自治県
- 雲南省
  - 河口ヤオ族自治県
  - 金平ミャオ族ヤオ族タイ族自治県

### 民族鎮
- 汝城県
  - 三江口ヤオ族鎮

### 民族郷
- 炎陵県
  - 中村ヤオ族郷
- 常寧市
  - 塔山ヤオ族郷
- 隆回県
  - 虎形山ヤオ族郷
- 洞口県
  - 長塘ヤオ族郷
  - 羅渓ヤオ族郷
  - 大屋ヤオ族郷
- 綏寧県
  - 麻塘ミャオ族ヤオ族郷
- 新寧県
  - 黄金ヤオ族郷
  - 麻林ヤオ族郷
- 郴州市北湖区
  - 仰天湖ヤオ族郷
  - 保和ヤオ族郷
- 資興市
  - 回龍山ヤオ族郷
  - 八面山ヤオ族郷
- 桂陽県
  - 白水ヤオ族郷
- 宜章県
  - 莽山ヤオ族郷
- 臨武県
  - 西山ヤオ族郷
- 汝城県
  - 延寿ヤオ族郷
  - 文明ヤオ族郷
- 祁陽市
  - 曬北灘ヤオ族郷
- 双牌県
  - 上梧江ヤオ族郷
- 道県
  - 審章塘ヤオ族郷
  - 横嶺ヤオ族郷
  - 洪塘営ヤオ族郷
- 江永県
  - 松柏ヤオ族郷
  - 千家峒ヤオ族郷
  - 蘭渓ヤオ族郷
  - 源口ヤオ族郷
- 寧遠県
  - 九疑山ヤオ族郷
  - 五龍山ヤオ族郷
  - 棉花坪ヤオ族郷
  - 桐木漯ヤオ族郷
- 藍山県
  - 匯源ヤオ族郷
  - 犁頭ヤオ族郷
  - 漿洞ヤオ族郷
  - 湘江源ヤオ族郷
  - 大橋ヤオ族郷
  - 荊竹ヤオ族郷
- 新田県
  - 門楼下ヤオ族郷
- 洪江市
  - 龍船塘ヤオ族郷
- 中方県
  - 蒿吉坪ヤオ族郷
- 辰渓県
  - 後塘ヤオ族郷
  - 蘇木渓ヤオ族郷
  - 羅子山ヤオ族郷
  - 上蒲渓ヤオ族郷
  - 仙人湾ヤオ族郷
- 懐集県
  - 下帥チワン族ヤオ族郷
- 龍門県
  - 藍田ヤオ族郷
- 連州市
  - 瑶安ヤオ族郷
  - 三水ヤオ族郷
- 陽山県
  - 秤架ヤオ族郷
- 馬山県
  - 古寨ヤオ族郷
  - 里当ヤオ族郷
- 上林県
  - 鎮圩ヤオ族郷
- 融水ミャオ族自治県
  - 同練ヤオ族郷
- 三江トン族自治県
  - 高基ヤオ族郷
- 桂林市臨桂区
  - 宛田ヤオ族郷
  - 黄沙ヤオ族郷
- 茘浦市
  - 蒲芦ヤオ族郷
- 霊川県
  - 大境ヤオ族郷
  - 蘭田ヤオ族郷
- 全州県
  - 蕉江ヤオ族郷
  - 東山ヤオ族郷
- 興安県
  - 華江ヤオ族郷
- 灌陽県
  - 洞井ヤオ族郷
  - 西山ヤオ族郷
- 資源県
  - 河口ヤオ族郷
- 平楽県
  - 大発ヤオ族郷
- 蒙山県
  - 長坪ヤオ族郷
  - 夏宜ヤオ族郷
- 防城港市防城区
  - 十万山瑶族郷
- 上思県
  - 南屏ヤオ族郷
- 平南県
  - 国安ヤオ族郷
  - 馬練ヤオ族郷
- 百色市右江区
  - 汪甸ヤオ族郷
- 田東県
  - 作登ヤオ族郷
- 凌雲県
  - 伶站ヤオ族郷
  - 朝里ヤオ族郷
  - 沙里ヤオ族郷
  - 玉洪ヤオ族郷
- 田林県
  - 潞城ヤオ族郷
  - 利周ヤオ族郷
  - 八桂ヤオ族郷
  - 八渡ヤオ族郷
- 西林県
  - 足別ヤオ族ミャオ族郷
- 賀州市八歩区
  - 黄洞ヤオ族郷
- 賀州市平桂区
  - 大平ヤオ族郷
- 昭平県
  - 仙回ヤオ族郷
- 鍾山県
  - 花山ヤオ族郷
  - 両安ヤオ族郷
- 河池市宜州区
  - 福龍ヤオ族郷
  - 北牙ヤオ族郷
- 南丹県
  - 八圩ヤオ族郷
  - 里湖ヤオ族郷
- 天峨県
  - 八臘ヤオ族郷
- 鳳山県
  - 金牙ヤオ族郷
  - 平楽ヤオ族郷
  - 江洲ヤオ族郷
- 東蘭県
  - 三弄ヤオ族郷
- 望謨県
  - 油邁ヤオ族郷
- 黎平県
  - 順化ヤオ族郷
  - 雷洞ヤオ族スイ族郷
- 榕江県
  - 塔石ヤオ族スイ族郷
- 従江県
  - 翠里ヤオ族チワン族郷
- 茘波県
  - 瑶山ヤオ族郷
- 師宗県
  - 高良チワン族ミャオ族ヤオ族郷
- 麻栗坡県
  - 猛硐ヤオ族郷
- 富寧県
  - 洞波ヤオ族郷
- 勐臘県
  - 瑶区ヤオ族郷